# Jaroslava Krafková
Jaroslava Krafková, též Jaroslava Dandová (4. března 1910 – ?), byla česká a československá politička Komunistické strany Československa a poúnorová poslankyně Národního shromáždění ČSR.

## Biografie
Původní profesí byla fotografkou. V meziválečném období byla členkou sociálně demokratické mládežnické organizace. Do KSČ vstoupila roku 1945 a stala se vedoucí komise žen KV KSČ v Plzni. Na počátku roku 1948 zastávala funkci vedoucí kádrové komise na sekretariátu KV KSČ. V rámci krajského vedení KSČ patřila do skupiny podporující Karla Václavů. V roce 1948 se uvádí jako fotografka a krajská předsedkyně Rady československých žen.
Ve volbách roku 1948 byla zvolena do Národního shromáždění za KSČ ve volebním kraji Plzeň. V parlamentu setrvala do května 1951, kdy rezignovala a jako náhradnice místo ní nastoupila Růžena Zahrádková. Z politických a stranických funkcí odešla v roce 1951 na základě rozhodnutí stranické komise. Její manžel bych vyšetřován pro krádež. V roce 1952 byla na návrh KV KSČ vyloučena ze strany pro porušování linie strany a usnesení stranických orgánů.
Státní bezpečnost evidovala Jaroslavu Krafkovou (Dandovou) narozenou 4. března 1910 pod krycím jménem Bytná v letech 1958 až 1968 v kategorii PB (propůjčený byt).